# Hercule en bronze (musée d'Aquitaine)
Pour les articles homonymes, voir Hercule.
La statue d'Hercule en bronze conservée au musée d'Aquitaine de Bordeaux, est une sculpture gallo-romaine du dernier quart du IIe siècle qui représente le héros mythologique.

## Découverte
Cette statue a été découverte à Bordeaux en 1832 par François Vatar de Jouannet, conservateur du dépôt des Antiques, dans un égout, impasse Saint-Pierre, à proximité de l’église, non loin du rempart antique de la cité de Burdigala. Ce lieu correspond au site de l'ancienne « porte navigère », qui fermait le port intérieur de la ville.
Sur place, les ouvriers ont retiré de nombreux fragments d'une grande statue en bronze d'un personnage dont on put déterminer l'identité grâce à ce qui figure une peau de lion enroulée autour de l'avant-bras gauche du personnage. Le style de figuration est celui de l'école du sculpteur grec Lysippe (IVe siècle av. J.-C.) et la datation avancée se situe entre la fin du IIe siècle et le tout début du IIIe siècle apr. J.-C..

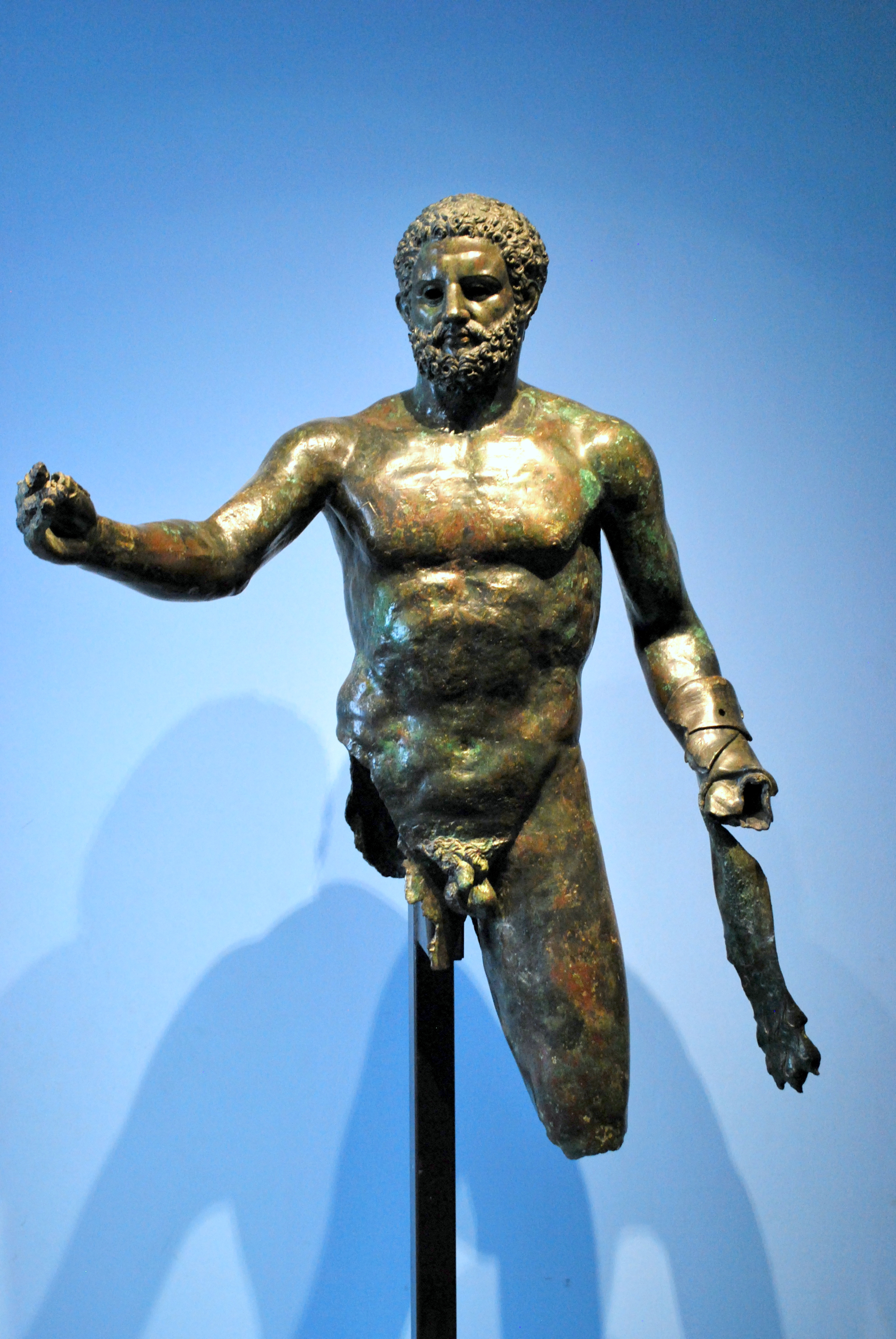
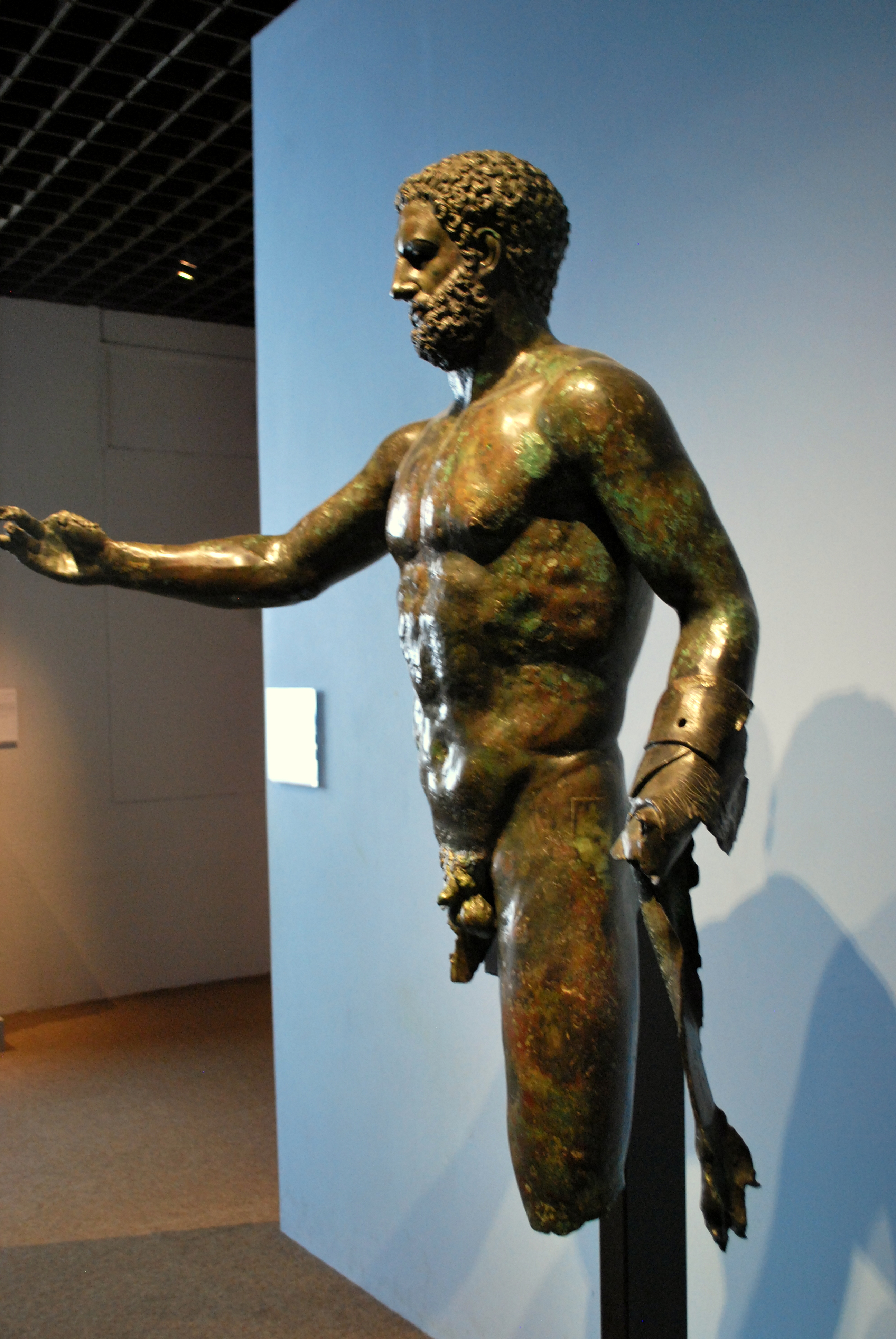
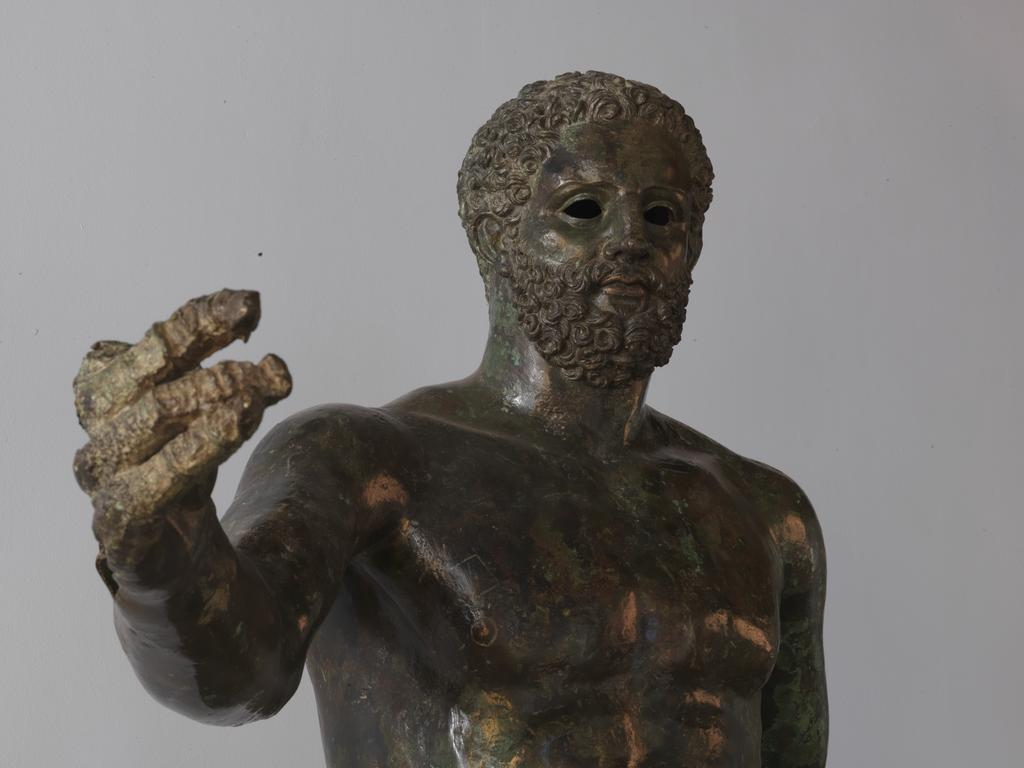
Buste
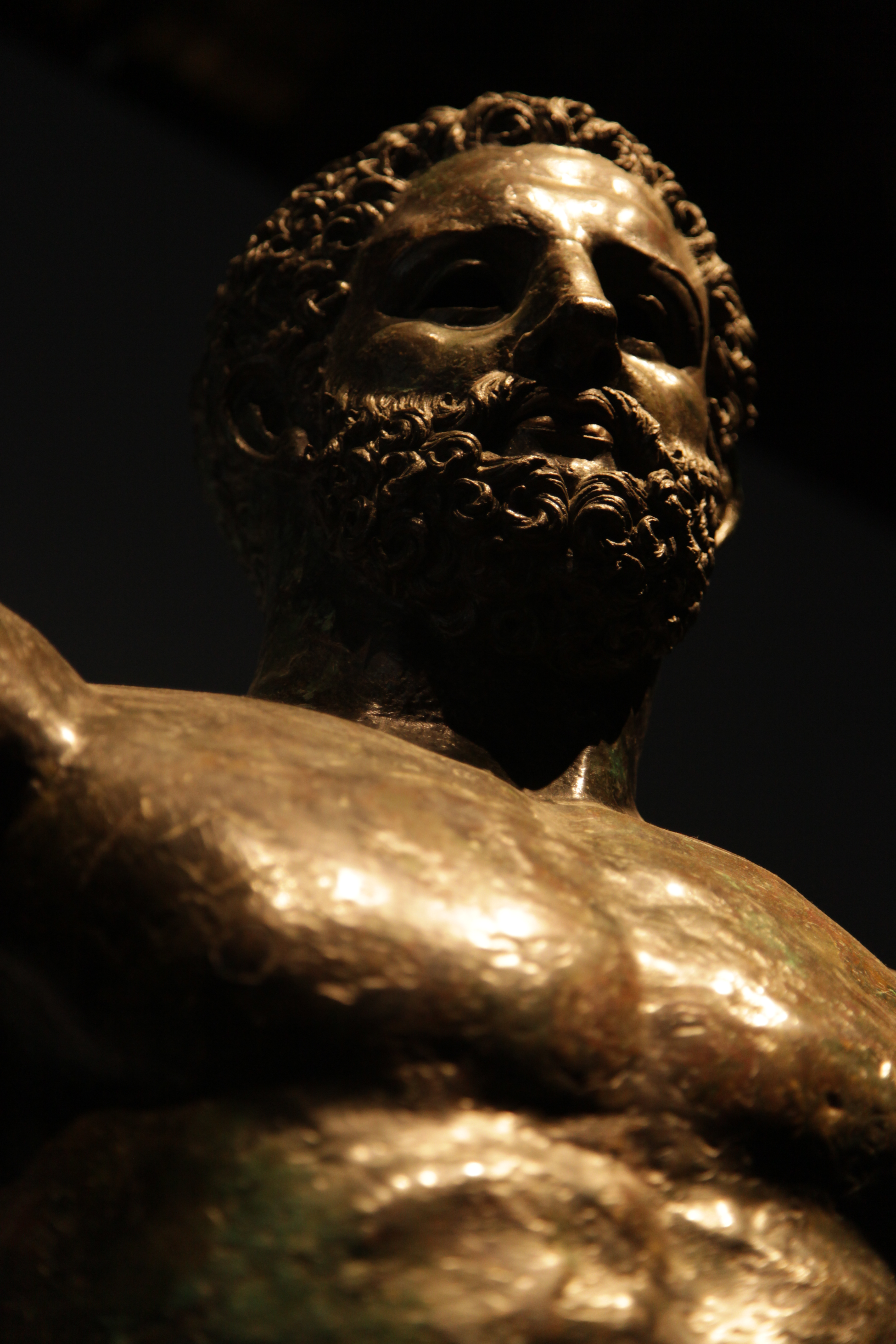
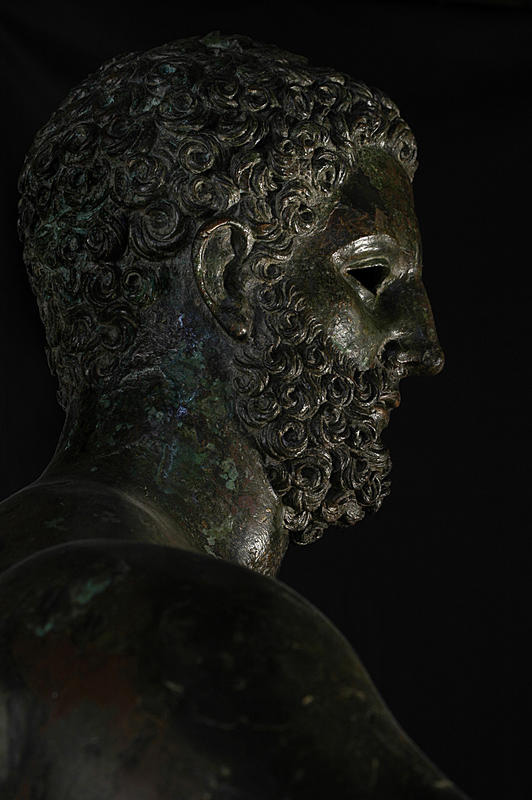
Tête de profil

## Restaurations
Achetée 500 FF en 1832 par la municipalité de Bordeaux, cette sculpture a fait l'objet de plusieurs restaurations.

### Restauration et remontage de 1865
C'est à l'occasion de la XIe exposition de la Société Philomatique, en 1865, que le 1er remontage des fragments est réalisé par Jean-Adolphe Labet ; L'Hercule y fut exposé avec d'autres objets antiques provenant des collections du musée de la Ville.

### Restauration de 1878
Présentée en l'état, en 1874, à la première séance de la Société archéologique de Bordeaux, la statue est à nouveau remontée dans le cadre de l'exposition universelle de 1878 à Paris. Elle fut exposée dans la partie historique de l'« Art ancien ». J.-A. Labet supervisa ce second remontage.

### Restauration de 1963
Dans le cadre de l'exposition de sculpture du musée du Louvre de 1963, une véritable restauration de la sculpture est réalisée par le Laboratoire des Métaux de Nancy. Des interventions sont effectuées sur l’œil droit, sur le thorax et le coude droit. Des lacunes subsistent encore cependant, la jambe droite est absente, la partie inférieure de la jambe gauche ainsi qu'une importante partie de la main gauche ont disparu. L'objet qui était tenu dans la main droite est également manquant.

## Données techniques
Réalisé en bronze coulé à la cire perdue, l'Hercule mesure, en l'état, 1,32 m de haut, 1,09 m de large et 0,75 m d'épaisseur et pèse 90 kg.